# Trophée des champions 2013
Navigation
Harrison 2012 Pékin 2014
Le Trophée des champions 2013 est la 37e édition du Trophée des champions et a lieu au Gabon le 3 août 2013, dans le stade d'Angondjé (ou stade de l'Amitié) situé à Libreville. Il s'agit de la cinquième édition consécutive disputée hors de France et de la première en Afrique subsaharienne. Le match oppose le Paris SG aux Girondins de Bordeaux.
Les règles du match sont les suivantes : la durée de la rencontre est de 90 minutes puis en cas de match nul, une séance de tirs au but est réalisée pour départager les équipes. Trois remplacements sont autorisés pour chaque équipe.
Outre le Gabon, le Brésil ou encore la Chine étaient candidates à cette organisation. Le transport et l'hébergement des équipes et de la délégation de la Ligue de football professionnel sont à la charge du pays hôte, les recettes du stade lui sont par contre reversées.
Le 9 juillet 2013, la LFP annonce avoir désigné Jérôme Efong Nzolo comme arbitre de la rencontre.
Le Paris Saint-Germain s'impose par 2 buts à 1, remportant ainsi son troisième titre dans cette compétition. Le Bordelais André Biyogo Poko est élu homme du match.

## Feuille de match
| 3 août 2013   | Paris Saint-Germain FC   | 2-1   | FC Girondins de Bordeaux | Stade d'Angondjé, Libreville                        |                                                     |
| 20:45 (UTC+2) | Ongenda 81e · Alex 90+3e | (0-1) | 38e Saivet               | Spectateurs : 34 658 Arbitrage : Jérôme Efong Nzolo | Spectateurs : 34 658 Arbitrage : Jérôme Efong Nzolo |
| 20:45 (UTC+2) | Rapport                  |       |                          | Spectateurs : 34 658 Arbitrage : Jérôme Efong Nzolo | Spectateurs : 34 658 Arbitrage : Jérôme Efong Nzolo |

| Paris SG | Bordeaux |

| PARIS SG :     |    |                      |     |         |     |
|                |    |                      |     |         |     |
| Gardien de but | 30 | Salvatore Sirigu     |     |         |     |
|                | 26 | Christophe Jallet    |     |         |     |
|                | 13 | Alex                 | 90e |         |     |
|                | 2  | Thiago Silva         |     |         |     |
|                | 17 | Maxwell              |     |         |     |
|                | 27 | Javier Pastore       |     | 72e     |     |
|                | 8  | Thiago Motta         | 46e |         | 72e |
|                | 14 | Blaise Matuidi       | 79e |         |     |
|                | 29 | Lucas                |     |         |     |
|                | 10 | Zlatan Ibrahimović   |     |         |     |
|                | 22 | Ezequiel Lavezzi     |     | 72e     |     |
| Remplaçants :  |    |                      |     |         |     |
| Gardien de but | 1  | Nicolas Douchez      |     |         |     |
|                | 23 | Gregory van der Wiel |     |         |     |
|                | 3  | Mamadou Sakho        |     |         |     |
|                | 21 | Lucas Digne          |     |         |     |
|                | 24 | Marco Verratti       |     | 72e     |     |
|                | 38 | Kingsley Coman       |     | 72e     |     |
|                | 35 | Hervin Ongenda       |     | 72e 83e |     |
| Entraîneur :   |    |                      |     |         |     |
| Laurent Blanc  |    |                      |     |         |     |

| Gardien de but | 16 | Cédric Carrasso       |       |
|                | 25 | Mariano               |       |
|                | 6  | Ludovic Sané          |       |
|                | 26 | Grégory Sertic        |       |
|                | 29 | Maxime Poundjé        |       |
|                | 18 | Jaroslav Plašil       | 90+3e |
|                | 7  | Landry N'Guemo        | 45e   |
|                | 17 | André Biyogo Poko     |       |
|                | 4  | Ludovic Obraniak      |       |
|                | 19 | Nicolas Maurice-Belay | 90+3e |
|                | 10 | Henri Saivet 38e      | 90+3e |
| Remplaçants :  |    |                       |       |
| Gardien de but | 1  | Ažbe Jug              |       |
| Gardien de but | 30 | Kevin Olimpa          |       |
|                | 21 | Mathieu Chalmé        |       |
|                | 2  | Vujadin Savić         |       |
|                | 8  | Fahid Ben Khalfallah  | 90+3e |
|                | 20 | Jussiê                | 90+3e |
|                | 12 | Hadi Sacko            | 90+3e |
| Entraîneur :   |    |                       |       |
| Francis Gillot |    |                       |       |